# Des Knaben Wunderhorn

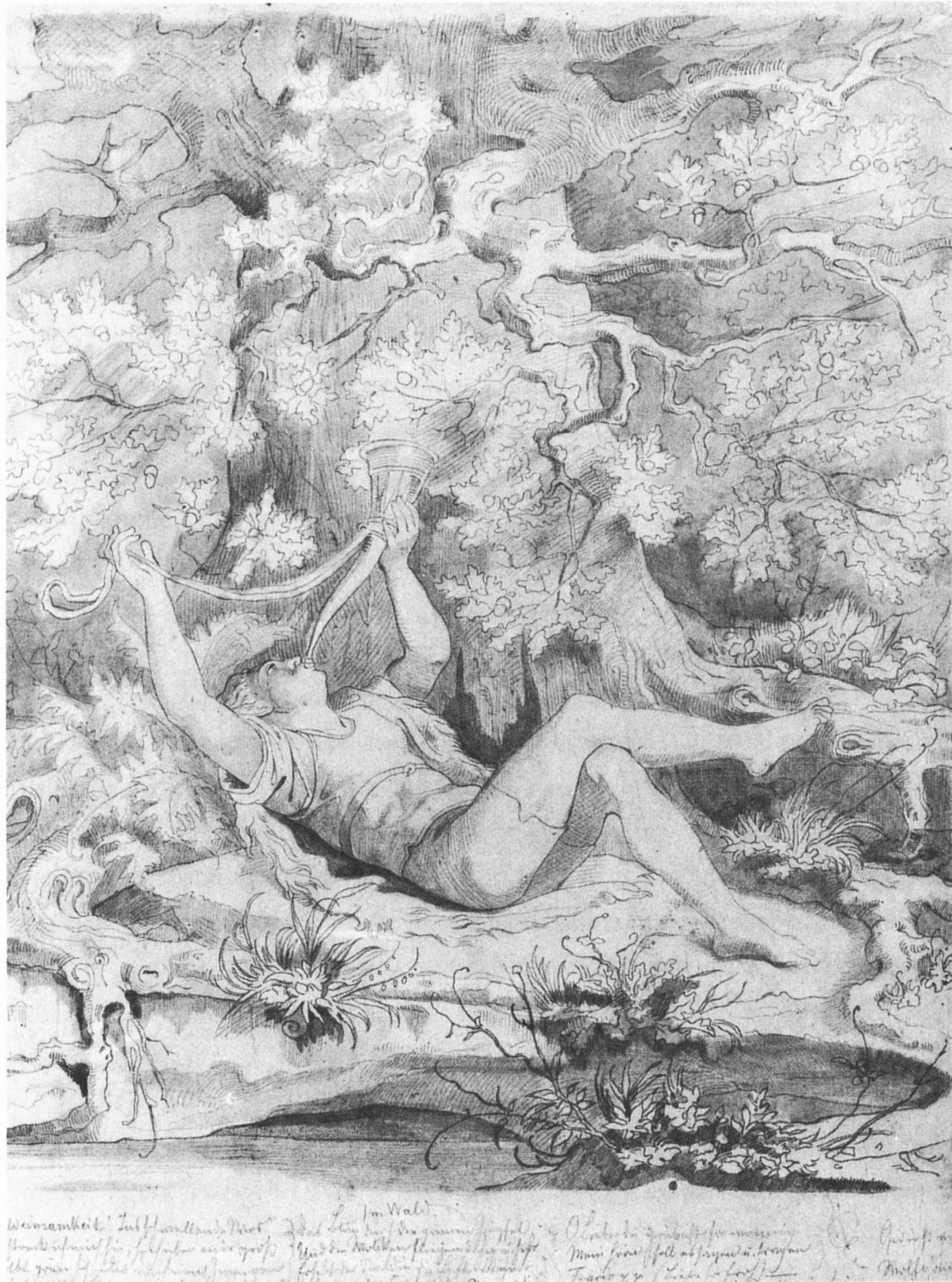
Moritz von Schwind: Des Knaben Wunderhorn. Zeichnung (Entwurf) für ein Gemälde.

Unter dem Titel Des Knaben Wunderhorn veröffentlichten Achim von Arnim und Clemens Brentano von 1805 bis 1808 eine Sammlung von Volksliedtexten in drei Bänden. Sie enthält 723 Liebes-, Soldaten-, Wander- und Kinderlieder vom Mittelalter bis ins 18. Jahrhundert. Das Titelkupfer des zweiten Bandes bildet das Oldenburger Wunderhorn ab.

## Hintergrund und Bearbeitungen

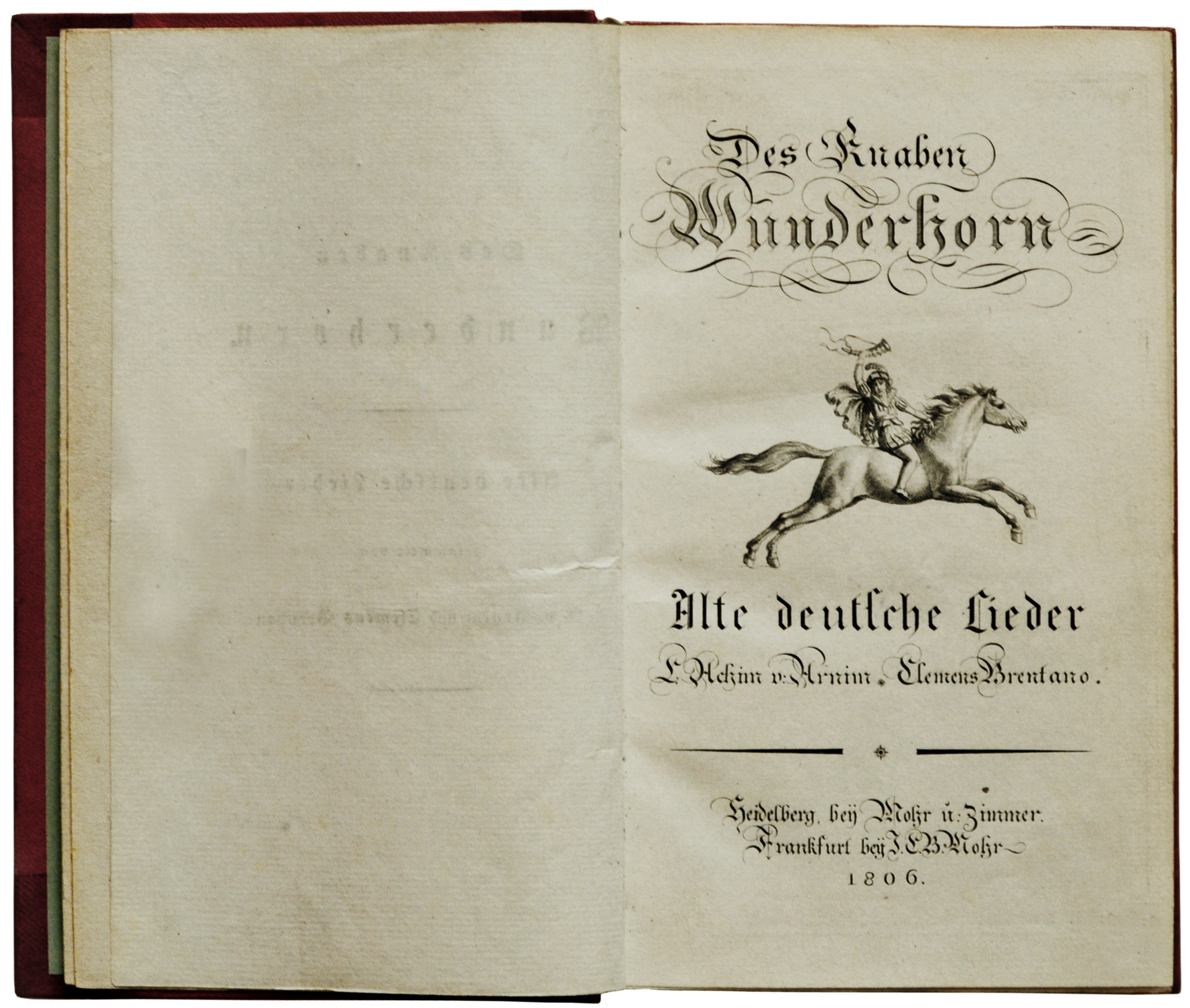
Bd. I Titelblatt (gestochen) des Erstdrucks von 1806

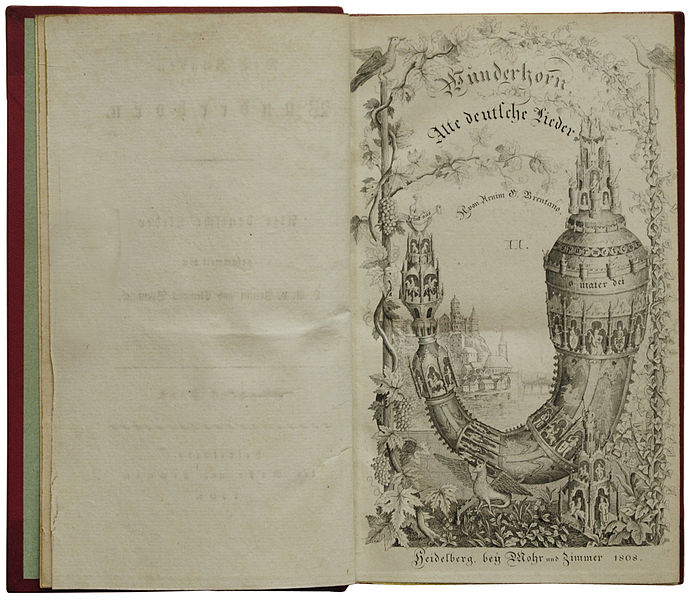
Bd. II Titelblatt (gestochen) des Erstdrucks von 1808

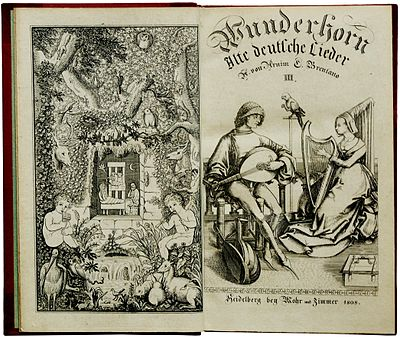
Bd. III Titel und Frontispiz des Erstdrucks von 1808

Die jüngeren Anhänger der Romantik widmeten sich, stark von Nationalgefühl ergriffen, der Sammlung und dem Studium der Ursprünge der germanischen Vergangenheit in Volksliedern, Märchen, Mythen, Sagen (Nibelungensage) und germanischer Dichtung (Edda). Alles was unberührt von den in ihren Augen negativen Auswirkungen der modernen Zivilisation war, wurde als gut und für die „Gesundung der Nation“ als hilfreich erachtet.
Im Rahmen eines allgemeinen Streites zwischen den Heidelberger Romantikern und dem dort ebenfalls ansässigen Gelehrten Johann Heinrich Voß wurde die Möglichkeit einer „reinen“ Abbildung volkstümlicher Dichtkunst, besonders in einem Konflikt zwischen den Herausgebern, lange diskutiert:
Brentano kritisierte an Arnim, dass seine Wiederherstellung der gefundenen Werke zu „dichterisch“ seien und über bloße Wiederherstellungen weit hinausgingen. In die sich daraufhin ausweitende Debatte um Naturpoesie und Kunstpoesie griffen auch die Brüder Grimm ein, wobei Jacob Grimm für eine „naive“, „wahrhafte“ und „notwendige“ Poesie eintrat, wohingegen sein Bruder Wilhelm Grimm durchaus die Übersetzbarkeit und Editierbarkeit – beispielsweise von fremdsprachigen Mythen – bejahte.
Goethe, dem der erste Band der Reihe zugeeignet war, veröffentlichte – als Dank – ebenfalls eine Kritik und lobte sowohl den naiven Anspruch der Reihe als auch deren Eignung für Gelehrte. Er empfahl Des Knaben Wunderhorn für jede Küche „des einfachen Volkes“ und für jedes Klavier der „Gelehrten“.
Der Anspruch einer Sammlung alter deutscher Lieder aus dem Volk bleibt bis heute umstritten. Der Vorwurf der Verfälschung und Selbstkreation – besonders gegen Arnim – scheint zwar bisweilen überzogen, die unterschiedlichen Kunstdefinitionen der Herausgeber und möglichen Ansprüche an das Werk sollten aber klar getrennt und differenziert werden. Das Ziel der Herausgeber war eben keine kritische Edition überlieferter Volkslieder, sondern eine Sammlung, die, durch dichterische Eingriffe geglättet, eine breite Öffentlichkeit ansprechen sollte. Die Autoren haben auch nie bestritten, dass einige Lieder von ihnen selbst stammten.
1860 veröffentlichte Theodor Colshorn Des deutschen Knaben Wunderhorn. Stufenmäßig geordnete Auswahl deutscher Gedichte für Knaben und Jünglinge. Aus den Quellen. Ab der zweiten Ausgabe wurde sie verkürzt nur noch Des Knaben Wunderhorn. [...] genannt.
Die maßgebliche Edition von Des Knaben Wunderhorn erschien 1975 bis 1978 in vier Bänden (wobei der vierte Band in drei Teilbände aufgeteilt ist) im Rahmen der historisch-kritischen Frankfurter Brentano-Ausgabe (herausgegeben von Heinz Rölleke). Diese Wunderhorn-Edition basiert auf den jahrzehntelangen Forschungen und dem Nachlass des Ost-Berliner Volkskundlers Harry Schewe (1885–1963).
Bis 1929 blieben die handschriftlichen Materialien Achim von Arnims im Besitz der Familie. Dem Heidelberger Bibliotheksdirektor Rudolf Sillib gelang es, die enorme Summe von 25.000 Reichsmark einzuwerben und die Sammlung zu kaufen, die heute mit 246 Briefen und über 2.000 Liedern den Grundstock der Wunderhorn-Sammlung bildet.

## Beispiele und Redewendung
Bekannte Beispiele sind die Ballade Der Ritter und die Magd oder das Wiegenlied Schlaf, Kindlein, schlaf aus dem dritten Band.
Im ersten Band ist auch das Lied Frau Nachtigal enthalten, das wahrscheinlich die Basis für die berlinerische Redewendung „Nachtigall, ick hör’ dir trapsen“ lieferte. (Der Berliner drückt damit aus, dass er etwas bereits im Voraus bemerkt bzw. „den Braten gerochen“ hat.)

## Ausgaben
- Achim von Arnim, Clemens Brentano (Hrsg.): Des Knaben Wunderhorn. Alte deutsche Lieder. 3 Bände. Mohr und Zimmer, Heidelberg 1806/1808. Erstausgabe (Bd. 1, Digitalisat und Volltext im Deutschen Textarchiv; Bd. 2., Digitalisat und Volltext im Deutschen Textarchiv; Bd. 3. Digitalisat und Volltext im Deutschen Textarchiv; 1. Band in der Google-Buchsuche, 2. Band in der Google-Buchsuche).
- Achim von Arnim, Clemens Brentano (Hrsg.): Des Knaben Wunderhorn. Alte deutsche Lieder. 3 Bände. Mohr und Zimmer, Heidelberg 21819 (Nachdruck: J. C. B. Mohr, Tübingen 1926).
  - Revidierte Neuausgabe:
  - Achim von Arnim, Clemens Brentano (Hrsg.): Des Knaben Wunderhorn. Alte deutsche Lieder. Teil 1 und 2, innerhalb von: Ludwig Achim von Arnim: Sämmtliche Werke (Dreizehnter und Vierzehnter Band). Verlag von Egbert Bauer, Charlottenburg 1845.
  - Achim von Arnim, Clemens Brentano (Hrsg.): Des Knaben Wunderhorn. Alte deutsche Lieder. Teil 3, innerhalb von: Ludwig Achim von Arnim: Sämmtliche Werke (Siebzehnter Band). Expedition des v. Arnim’schen Verlages, Berlin 1846.
- Achim von Arnim, Clemens Brentano (Hrsg.): Des Knaben Wunderhorn. Alte deutsche Lieder. Hrsg. von Heinz Rölleke. Kritische Ausgabe (= Frankfurter Brentano-Ausgabe. Band 6–8 und 9,1–9,3). Kohlhammer, Stuttgart 1975–78, ISBN 3-17-002105-2/ISBN 3-17-002106-0/ISBN 3-17-002723-9/ISBN 3-17-002282-2/ISBN 3-17-002283-0/ISBN 3-17-002284-9.
- Achim von Arnim, Clemens Brentano (Hrsg.): Des Knaben Wunderhorn. Alte deutsche Lieder. Hrsg. von Heinz Rölleke. Insel, Frankfurt am Main/Leipzig 2003, ISBN 3-458-17150-9.
- Achim von Arnim, Clemens Brentano (Hrsg.): Des Knaben Wunderhorn. Alte deutsche Lieder. Hrsg. von Heinz Rölleke. 3 Bände. Reclam, Stuttgart 2006, ISBN 3-15-030034-7.